# سباحة الزعانف
سباحة الزعانف هي رياضة تحت الماء تتكون من أربع تقنيات تتضمن السباحة باستخدام الزعانف إما على سطح الماء باستخدام الزعانف المزدوجة و السنوركل أو باستخدام زعانف المونو أو باستخدام جهاز سكوبا.تقام المسابقات في حمامات السباحة أو في المياة المفتوحة.يتم تنظيم المنافسات على المستوى العالمي والقاري من قبل الاتحاد الدولي للأنشطة تحت المائية أقيمت أول بطولة عالمية للرياضة في عام 1976.كما أنها ضمن ألعاب الألعاب العالمية.